# Droogmansia pteropus
Droogmansia pteropus är en ärtväxtart som först beskrevs av John Gilbert Baker, och fick sitt nu gällande namn av De Wild. Droogmansia pteropus ingår i släktet Droogmansia och familjen ärtväxter. IUCN kategoriserar arten globalt som livskraftig. Inga underarter finns listade i Catalogue of Life.